# Dasyscelus
Dasyscelus is een geslacht van rechtvleugeligen uit de familie sabelsprinkhanen (Tettigoniidae). De wetenschappelijke naam van dit geslacht is voor het eerst geldig gepubliceerd in 1895 door Redtenbacher.

## Soorten
Het geslacht Dasyscelus omvat de volgende soorten:
- Dasyscelus dilatatus Brunner von Wattenwyl, 1895
- Dasyscelus intermedius Beier, 1954
- Dasyscelus miserabilis Blanchard, 1851
- Dasyscelus normalis Brunner von Wattenwyl, 1895
- Dasyscelus paraguayanus Beier, 1954
- Dasyscelus planiusculus Brunner von Wattenwyl, 1895